# NGC 2398/1
NGC 2398/1 је спирална галаксија у сазвежђу Близанци која се налази на NGC листи објеката дубоког неба.
Деклинација објекта је + 24° 29' 17" а ректасцензија 7h 30m 16,2s. Привидна величина (магнитуда) објекта NGC 2398 износи 14,4 а фотографска магнитуда 15,3. NGC 23981 је још познат и под ознакама MCG 4-18-23, CGCG 117-48, PGC 21165.